# San Lorenzo de El Escorial

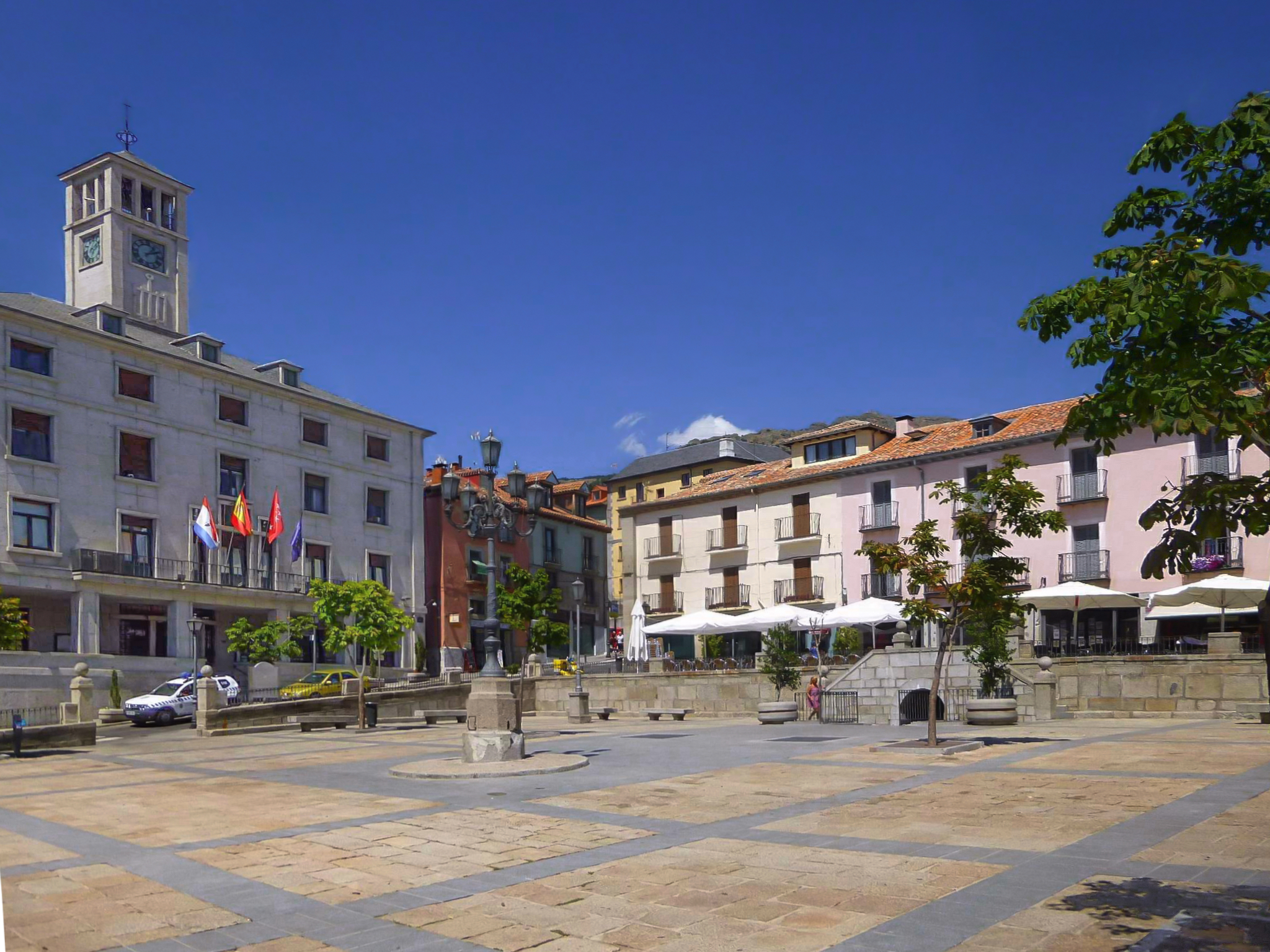
Plaza de la Constitución, med stadshuset till vänster.

San Lorenzo de El Escorial är en stad och kommun i den autonoma regionen Madrid i centrala Spanien. Staden ligger cirka 42,5 kilometer nordväst om centrala Madrid. Kommunen har 18 735 invånare (2024), på en yta av 56,40 km².
Kommunen är belägen på Sierra de Guadarramas sydöstra sluttning, vid foten av Abantos och Las Machotas. Staden kallas populärt för El Escorial de Arriba ("Övre El Escorial") för att skilja den från den närliggande kommunen El Escorial, som i sin tur kallas El Escorial de Abajo ("Nedre El Escorial"). I San Lorenzo de El Escorial ligger slottet (klostret) El Escorial, sedan 1984 upptaget på Unescos världsarvslista och minnesmonumentet Valle de los Caídos.

## Historia
Samhället grundades under Karl III:s regeringstid på 1700-talet och bildades som kommun på 1800-talet, då staden fick sin första borgmästare. Kommunen uppstod genom delning av El Escorial, där Filip II i slutet av 1500-talet uppförde klostret El Escorial och med tillägg av närliggande gårdar bildade det kungliga området San Lorenzo de El Escorial och El Escorial (Real Sitio de San Lorenzo de El Escorial y El Escorial var en hybrid med särskild jurisdiktion). I den avskilda kungliga delen låg de viktigaste byggnaderna och områdena, inklusive klostret, som nu alltså återfinns i San Lorenzo de El Escorial.

## Ekonomi
Turism, restaurangverksamhet och handel är de viktigaste ekonomiska näringarna i San Lorenzo de El Escorial. Kommunen är ett av de mest betydande turistmålen i Madridregionen. Besökarna består främst av genomgångsturism, med Madrid som utgångspunkt. Antalet övernattande turister är obetydligt, vilket gäller även för andra städer i regionen som är rika på monument, såsom Alcalá de Henares, Aranjuez och Chinchón.